# Khaddi Sagnia
Khaddi Sagnia (n. 20 aprilie 1994, Helsingborg, Suedia) este o săritoare în lungime suedeză. A participat la două ediții ale Jocurilor Olimpice (2016, 2020).

## Palmares
| An   | Competiție                              | Locație                    | Loc | Eveniment  | Note    |
| ---- | --------------------------------------- | -------------------------- | --- | ---------- | ------- |
| 2010 | Jocurile Olimpice de Tineret            | Singapore                  | 1   | triplusalt | 13,56 m |
| 2011 | Campionatul Mondial de Juniori (sub 20) | Lille, Franța              | 11  | lungime    | 5,75 m  |
| 2011 | Campionatul Mondial de Juniori (sub 20) | Lille, Franța              | 9   | triplusalt | 12,72 m |
| 2015 | Campionatul European în sală            | Praga, Cehia               | 9   | lungime    | 6,52 m  |
| 2015 | Campionatul European de Tineret         | Tallinn, Estonia           | 4   | lungime    | 6,64 m  |
| 2015 | Campionatul Mondial                     | Beijing, China             | 7   | lungime    | 6,78 m  |
| 2016 | Campionatul Mondial în sală             | Portland, Statele Unite    | 14  | lungime    | 6,08 m  |
| 2016 | Campionatul European                    | Amsterdam, Țările de Jos   | 6   | lungime    | 6,59 m  |
| 2016 | Jocurile Olimpice                       | Rio de Janeiro, Brazilia   | 27  | lungime    | 6,25 m  |
| 2017 | Campionatul Mondial                     | Londra, Marea Britanie     | 16  | lungime    | 6,42 m  |
| 2018 | Campionatul Mondial în sală             | Birmingham, Marea Britanie | 6   | lungime    | 6,64 m  |
| 2018 | Campionatul European                    | Berlin, Germania           | 7   | lungime    | 6,47 m  |
| 2021 | Campionatul European în sală            | Toruń, Polonia             | 3   | lungime    | 6,75 m  |
| 2021 | Jocurile Olimpice                       | Tokio, Japonia             | 9   | lungime    | 6,67 m  |
| 2022 | Campionatul Mondial în sală             | Belgrad, Serbia            | 12  | lungime    | 6,42 m  |
| 2022 | Campionatul Mondial                     | Eugene, Statele Unite      | 6   | lungime    | 6,87 m  |
| 2022 | Campionatul European                    | München, Germania          | 6   | lungime    | 6,61 m  |
| 2023 | Campionatul European în sală            | Istanbul, Turcia           | 7   | lungime    | 6,57 m  |
| 2023 | Campionatul Mondial                     | Budapesta, Ungaria         | 28  | lungime    | 6,35 m  |